# Jorge de Abreu
Jorge de Abreu (Funchal, 1878 - Porto, 8 de junho de 1932), foi um jornalista e escritor português.

## Biografia
Nasceu no Funchal,em 1878 filho de Albino de Abreu e de Maria Eloy Vives d'Abreu, e irmão de Albino Casimiro de Abreu.
Iniciou a sua atividade jornalística desde muito cedo, tendo apenas cerca de doze anos quando editou a sua primeira publicação, o Brado Português, que durou apenas cinco números.
Na Madeira fez o liceu e entrou nos estudos superiores, tendo feito o terceiro ano de medicina no Funchal. Durante os seus estudos, publicou uma folha académica. Quando chegou à idade do serviço militar, foi para Lisboa, onde esteve como soldado na Artilharia 9. Não chegou a completar o serviço por motivos de doença, tendo permanecido algum tempo no hospital.
Após sair do exército, ficou em Lisboa, à procura de uma carreira no jornalismo. Entrou para o jornal A Tarde, onde começou como tipógrafo e ascendeu a redator. A seguir passou para a redação do jornal Novidades, onde travou amizade com Emídio Navarro. Depois entrou para o O Século, onde atingiu a posição de subchefe de redação. Passou para o jornal A Capital, quando este foi fundado por Manuel Guimarães. Regressou depois ao Século, de onde saiu para ocupar a posição de chefe de redação no jornal A Victoria, onde o seu nome surgiu pela primeira vez no cabeçalho de um jornal, em 1919. Finalmente passou para O Primeiro de Janeiro, onde atingiu o posto de diretor. Como jornalista, destacou-se pelo seu profissionalismo e honestidade, tendo sido um adepto republicano. Notabilizou-se pelas suas reportagens sobre a  morte do rei Eduardo VII, e sobre as Incursões Monárquicas.
Jorge de Abreu também publicou dois livros, A História do 31 de Janeiro e As Bohemias Jornalisticas, e traduziu algumas peças de teatro.
Morreu na cidade do Porto, a 8 de junho de 1932, depois de uma doença prolongada, tendo-lhe sido corta uma perna apenas algumas semanas antes da morte. Estava casado com Maria do Carmo de Abreu, e vivia na cidade do Porto. O cortejo funerário, desde a Praça da República até ao Cemitério do Prado do Repouso, foi acompanhado pelas direções da Caixa de Solidariedade e da Associação de Vendedores de Jornais, sócios de várias instituições de beneficência no Porto, todas as secções do jornal O Primeiro de Janeiro, membros da Associação dos Jornalistas e de outras entidades particulares, o diretor, administrador e outros trabalhadores do Diário de Notícias. No cemitério foram proferidos vários discursos, por parte de Marques Guedes, Afonso Lopes Vieira, Hernâni Cidade e outros.